# 폴 두메르
조제프 아타나즈 두메르(Joseph Athanase Doumer), 통칭 폴 두메르(Paul Doumer, 1857년 3월 22일 ~ 1932년 5월 7일)는 프랑스의 정치인으로 1931년 6월 13일부터 1932년 5월 7일 암살당할 때까지 프랑스 공화국 대통령에 재임했다.
두메르는 수수한 집안에서 태어나 12살 때부터 배달원으로, 이후 판화 노동자로 일했다. 일을 병행하면서 두메르는 수학 학사 학위를 취득하고 교직자가 되었다. 두메르는 엔 주와 파리에서 언론인으로 일하기도 했다.
두메르는 급진파로 정계에 입문했으나 1890년대 후반부터 좌파와 결별했다. 1888년과 1910년 사이 두 차례 하원의원으로 선출되었다. 각각 엔 주와 욘 주에서이다.
프랑스 식민제국의 일원으로서 두메르는 1897년부터 1902년까지 프랑스령 인도차이나 총독직을 맡았다. 그 곳에서 두메르는 재정을 쇄신하고 트란스앵도시누아 철도와 원난성 철도 사업과 같은 중요한 사업을 펼쳤다.
1895년부터 1926년까지 두메르는 세 번 동안 재무장관에 연임했다. 1896년에는 소득세 도입 법안을 발의했으나 상원의 반대에 부딫혔고, 장관직을 맡으며 항상 예산의 균형을 맞추기 위해 노력했다. 1905년 하원의장으로 선출된 두메르는 이듬해 대통령 선거에서 아르망 팔리에르와 맞섰지만 낙선했다. 1910년 총선에서 패배하고 난 뒤 사업 쪽에 몰두했다.
두메르의 다섯 아들 중 네 명의 목숨을 앗아간 제1차 세계 대전 동안, 두메르는 파리 군정 민간내각을 이끌었고, 이후 내무 장관과 전쟁위원회 위원으로 임명되었다. 1918년 승전 이후 재무장관으로서 두메르는 독일이 지불해야 할 전쟁 배상금에 대해 타협하지 않는 입장을 취했다. 1912년부터 코르시카의 상원의원이 된 두메르는 한동안 재무위원회 의장을 맡았고 1927년 상원의장이 되었다.
1931년, 두메르는 다시 한 번 공화국 대통령 선거에 출마하여 1차 투표에서 사회주의-공화주의자이자 평화주의자인 아리스티드 브리앙을 꺾은 후, 중도층과 우파의 지지에 힘입어 피에르 마로를 상대로 승리했다. 국가 수반으로서 폴 두메르는 프랑스의 군사력 강화를 주장하고 국민 통합을 촉구하며 정당들의 당파적인 태도를 비판했다.
두메르는 7년 임기를 시작한 지 1년도 채 되지 않아 구 참전용사 작가 살롱 개회식에서 동기가 불분명한 러시아계 이민자 폴 고르굴로프의 총구에 의해 암살당했다. 고르굴로프는 나중에 처형당했다.

## 생애
오베르뉴 지방의 캉탈 오리야크 출생으로 국립공예원에서 수학을 전공, 6년간 망드에서 교사로 근무했으며, 저널리스트로도 활동하다가 1888년, 욘 주의 급진당 소속 하원의원으로 당선, 정계에 진출하였다. 재정 전문가로 명성을 얻어 1895년 11월, 레옹 부르주아 내각의 재무장관으로 입각하여, 누진소득세 도입을 구상했으나 상원의 반대에 부딪쳐 성사시키지 못한 채, 5개월만에 사임하였다. 1897년 2월, 인도차이나 총독으로 부임해 재임 중 행정제도를 정비하고, 증세・공공토목사업의 전개를 통하여 인도차이나를 발전시킨 덕분에 베트남, 캄보디아, 라오스 국민들에게 오늘날까지도 존경받고 있다.
귀국(1902) 후 하원에 복귀, 급진사회당 우파의 리더격으로 당 노선의 온건화를 도모하였으며, 1905년 2월부터 이듬해 6월까지 하원의장으로 재직했다. 1906년 대통령 선거에 보수파 후보로 출마했으나, 중도좌파 연합의 아르망 팔리에르에게 패배한데다, 1910년 4월의 총선에선 의원직마저 상실했지만, 코르시카로 선거구를 바꿔 상원의원에 당선되었다(1912). 1917년 9월, 제1차 팽르베 내각의 무임소장관 겸 전시(戰時)경제위원장으로 입각, 전후에도 공직생활을 계속하면서 제7차 브리앙 내각(1921.1~1922.1)과 제8차 브리앙 내각(1925.12~1926.3)의 재무장관으로 재정 재건에 몰두하였다. 1927년 1월, 상원의장에 취임한 동시에 예산위원회 위원장을 역임한 데 이어 1931년 5월 13일, 상원 보수세력의 지원을 받아 브리앙을 물리치고 제3공화국 14대 대통령으로 선출되었다(취임은 6월 13일).

## 암살

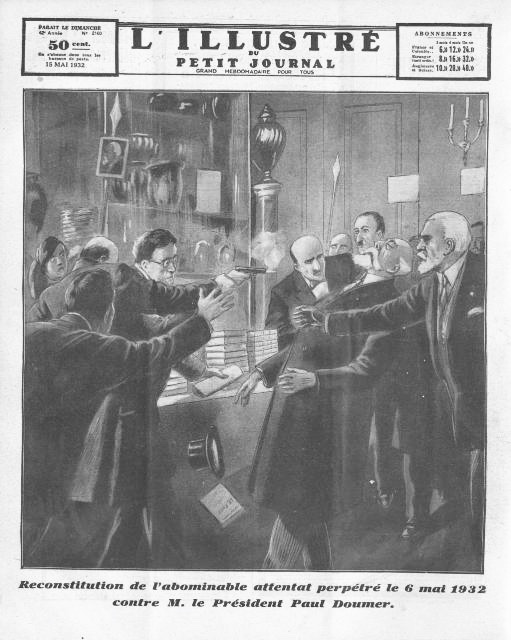
르 쁘띠 주르날, 1932년 5월 15일

1932년 5월 6일 오후 3시경, 파리의 로트실트 회관에서 개최된 '종군 작가 구제를 위한 도서판매회'에 참석하던 도중, 정신착란증 환자로 판명된 백인계 러시아인 파벨 고르굴로프로부터 저격당해 다음날인 5월 7일 오전 4시 37분 사망하였다(고르굴로프에게는 단두대 공개처형이 선고되어 9월에 집행). 슬하에 5남 3녀를 둔 자식부자이자, 철저한 금주・금연가로 성실한 업무 태도와 인품이 평가되어 여론의 기대가 높았다고 한다. 베트남 하노이의 롱비엔 다리는 그가 인도차이나 총독으로 재직할 당시(1899~1902) 건설된 것으로 당시 아시아 최장 길이(2.5km)의 교각이었으며, 1954년까지 폴 두메르 대교라 불렸었다.

## 역대 선거 결과
| 선거명      | 직책명 | 대수 | 정당   | 1차 득표율 | 1차 득표수 | 2차 득표율 | 2차 득표수 | 결과 | 당락 |
| ----------- | ------ | ---- | ------ | ---------- | ---------- | ---------- | ---------- | ---- | ---- |
| 1906년 선거 | 대통령 | 8대  | 급진당 | 43.75%     | 371표      |            |            | 2위  | 낙선 |
| 1931년 선거 | 대통령 | 14대 | 급진당 | 49.28%     | 442표      | 57.08%     | 504표      | 1위  |      |